# Стайрз, Шанель
Шанель Мэри Стайрз (англ. Shanele Marie Stires; родилась 21 мая 1972 года в округе Клауд, штат Канзас, США) — американская профессиональная баскетболистка, выступавшая в женской национальной баскетбольной ассоциации. Была выбрана на драфте ВНБА 2000 года в четвёртом раунде под общим 56-м номером командой «Миннесота Линкс». Играла на позиции лёгкого форварда. По окончании игровой карьеры вошла в тренерский штаб команды NCAA «Огайо Бобкэтс». В настоящее время является главным тренером студенческой команды «Кал Стэйт Ист-Бей Пайонирс».

## Ранние годы
Шанель родилась 21 мая 1972 года в округе Клауд (штат Канзас) в семье Джима и Джули Стайрз, у неё есть старший брат, Стив, который работал спортивным радиокомментатором команды «Нотр-Дам Файтинг Айриш».